# Bajdiše
Bajdiše (nemško Waidisch) je naselje v Občini Borovlje v Okraju Celovec-dežela na Koroškem v Avstriji.